# Ильинка (Челябинская область)
Ильинка — посёлок в Кизильском районе Челябинской области России. Входит в состав Гранитного сельского поселения. Основан в 1931 году раскулаченными переселенцами.

## География
Расположен на полуравнине, в ковыльно-типчаковой степи, в 2 км от региональной автодороги 75К-005 Магнитогорск — Кизильское — Сибай, в 15 км от районного центра села Кизильского, на берегу реки Урал.

## Население
| 2002 | 2010 |
| ---- | ---- |
| 265  | ↘164 |

Проживают башкиры.

## Транспорт
Несмотря на близость к автодороге, подъезд к деревне затруднён рекой Урал.
В зимнее время с дороге можно подъехать по замерзшему Уралу. Весной, в период половодья, до деревни можно добраться только через поселок Гранитный по насыпной дороге. В летнее время через реку Урал возводится мост, предназначенный для легкового автотранспорта.
Круглогодично действует навесной пешеходный мост.

## Экономика
Развито животноводство, растениеводство. 
Есть электричество. Газ, центральное отопление и водоснабжение отсутствуют. Обеспечение водой осуществляется с помощью скважины.